# 富蘭克林縣 (印第安納州)
富蘭克林縣（英語：Franklin County）是位於美國印地安納州東部的一個縣，東鄰俄亥俄州。面積1,014平方公里。根據美國2000年人口普查，共有人口22,151。縣治布魯克維（Brookville）。
成立於1810年10月27日，縣名紀念美國開國元勳本傑明·富蘭克林。